# Hubert Meunier
Hubert Meunier (* 14. Dezember 1959 in Differdingen, Luxemburg) ist ein ehemaliger luxemburgischer Fußballspieler.

## Karriere

### Verein
Meunier spielte zwischen 1975 und 1990 für FC Progrès Niederkorn, Jeunesse Esch und Avenir Beggen. Mit diesen Vereinen gewann er insgesamt fünf luxemburgische Meisterschaften und wurde dreimal Pokalsieger.
Er bestritt sechs Spiele im Europapokal der Landesmeister, vier Spiele im Europapokal der Pokalsieger und vier Spiele im UEFA-Cup. Sein einziges Tor im Europapokal erzielte er am 16. September 1981 beim 1:1 im Hinspiel der 1. Runde des Landesmeisterpokals gegen Glentoran FC.
1990 kehrte er aus Beggen zum FC Progrès zurück, wo er nach einer Spielzeit seine aktive Laufbahn beendete.

### Nationalmannschaft
Meunier bestritt ein erstes Spiel für die luxemburgische Nationalmannschaft am 7. Oktober 1978 bei der 1:3-Niederlage im EM-Qualifikationsspiel gegen Frankreich.
Seinen letzten Einsatz hatte er am 1. Juni 1989 im WM-Qualifikationsspiel gegen Belgien, das mit einer 0:5-Niederlage der Luxemburger endete.
Insgesamt absolvierte er 54 Länderspiele, in denen er ohne Torerfolg blieb. Er trug zwölf Mal die Kapitänsbinde der Luxemburger Auswahl.

## Erfolge
- Luxemburgischer Meister: 1978, 1981, 1983, 1985 und 1986
- Luxemburgischer Pokalsieger: 1977, 1978 und 1987